# 潘塔克
潘塔克（法語：Pintac，法語發音：[pɛ̃tak]）是法国上比利牛斯省的一个市镇，位于该省西北部，属于塔布区。

## 地理
潘塔克（43°17'6"N, 0°0'33"W）面积1.49 平方千米，位于法国奧克西塔尼大區上比利牛斯省，该省份为法国西南部内陆省份，北至热尔省，西接大西洋比利牛斯省，南与西班牙接壤，东临上加龙省。
与潘塔克接壤的市镇（或旧市镇、城区）包括：奥鲁瓦、埃谢兹河畔博代尔、伊博斯、乌尔斯贝利勒。

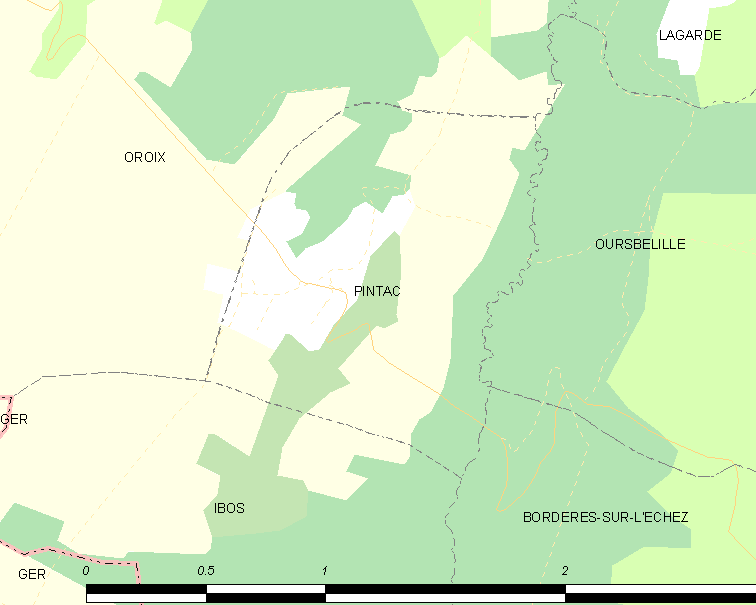
潘塔克的OSM定位图

潘塔克的时区为UTC+01:00、UTC+02:00（夏令时）。

## 行政
潘塔克的邮政编码为65320，INSEE市镇编码为65364。

## 政治
潘塔克所属的省级选区为比戈尔地区维克县。

## 人口

1962-2008年间潘塔克人口变化图示

潘塔克于2022年1月1日时的人口数量为22人。